# Riera de la Bisbal
La riera de la Bisbal és el principal curs d'aigua de la comarca del Baix Penedès.
Neix a uns 575 metres per la confluència d'uns torrents entre els quals el Torrent de Mas Campanera, al vessant meridional de la serra del Montmell, sota la carena de la Talaia del Montmell. Creua els pobles de la Joncosa del Montmell, la Bisbal i el Vendrell. Aboca les seves aigües a la mar mediterrània a la platja de Sant Salvador, al municipi del Vendrell, després de recórrer 19 quilòmetres, els últims dels quals canalitzats entre esculleres.
La conca hidrogràfica drena totalment o parcialment dotze municipis del Baix Penedès, el que és equivalent a una superfície de 190 km², quasi dos terceres parts de la superfície de la comarca. Els principals afluents de la riera són el torrent de Sant Marc, provinent dels sectors septentrionals de la Talaia del Montmell i que drena els municipis de Montmell i Sant Jaume dels Domenys, i el torrent de Lluc també conegut com a riera de Banyeres o Sant Miquel, que drena els termes de Sant Jaume de Domenys, Llorenç del Penedès i Santa Oliva.
Originàriament la riera de la Bisbal desembocava un quilòmetres més a l'est, a la platja de les Madrigueres. Entre els anys 50 i 60 del segle xx va ser canalitzada i desviada cap al sud-oest. Avui dia, la zona on abans desembocava, coneguda com les Madrigueres, forma una zona humida d'interès natural, un dels últims paratges sense urbanitzar de la costa del Penedès. La riera de la Bisbal presenta un règim intermitent, tot i que antigament alguns trams portaven aigua de forma permanent o gairebé, raó per la qual es poden trobar antics molins fariners al llarg del seu curs.